# 台湾鹿角兰
台湾鹿角兰（学名：Pomatocalpa acuminatum），为兰科鹿角兰属下的一个植物种。